# Busina-Kolonia
Busina-Kolonia – wieś w Polsce położona nad rzeką Pisia w województwie łódzkim, w powiecie poddębickim, w gminie Poddębice. 
Przez wieś przebiega "Magistrala węglowa" oraz droga gminna.
W latach 1975–1998 miejscowość położona była w województwie sieradzkim.